# Kazachstan op de Olympische Zomerspelen 2016
Kazachstan nam deel aan de Olympische Zomerspelen 2016 in Rio de Janeiro, Brazilië. De selectie bestond uit 104 atleten, actief in achttien olympische sportdisciplines. Met name in de vechtsporten was Kazachstan goed vertegenwoordigd, de tak van sport waarin het land vier jaar eerder zijn meeste gouden medailles behaalde. Taekwondoka Ruslan Zhaparov droeg de nationale vlag tijdens de openings- en sluitingsceremonie.
De zwemmer Dmitri Balandin won verrassend de eerste gouden medaille voor Kazachstan in het zwemmen in haar olympische geschiedenis. Hij zwom in de finale in baan 8, nadat hij in de halve finale de achtste tijd zwom. In de finale zwom Balandin vanuit de buitenbaan een nationaal record.

## Medailleoverzicht
| Sport         | Olympiër                  | Onderdeel                       | Medaille |
| ------------- | ------------------------- | ------------------------------- | -------- |
| Boksen        | Danijar Jeleoessinov      | weltergewicht (–69 kg) (m)      | Goud     |
| Gewichtheffen | Nijat Rahimov             | middengewicht (–77 kg) (m)      | Goud     |
| Zwemmen       | Dmitrij Balandin          | 200 m school (m)                | Goud     |
| Boksen        | Adilbek Nijazymbetov      | halfzwaargewicht (–81 kg) (m)   | Zilver   |
| Boksen        | Vassilij Levit            | zwaargewicht (–91 kg) (m)       | Zilver   |
| Gewichtheffen | Zjazira Zjapparkoel       | lichtzwaargewicht (–69 kg) (v)  | Zilver   |
| Judo          | Yeldos Smetov             | extra lichtgewicht (–60 kg) (m) | Zilver   |
| Worstelen     | Goezel Manjoerova         | zwaargewicht (–75 kg) (v)       | Zilver   |
| Atletiek      | Olga Rypakova             | hink-stap-springen (v)          | Brons    |
| Boksen        | Ivan Ditsjko              | superzwaargewicht (+91 kg) (m)  | Brons    |
| Boksen        | Dariga Sjakimova          | middengewicht (–75 kg)(v)       | Brons    |
| Gewichtheffen | Farchad Charki            | vedergewicht (–62 kg) (m)       | Brons    |
| Gewichtheffen | Denis Ulanov              | lichtzwaargewicht (-85 kg) (m)  | *        |
| Gewichtheffen | Aleksandr Zaitsjikov      | zwaargewicht (–105 kg) (m)      | Brons    |
| Gewichtheffen | Karina Gorisjeva          | middengewicht (–63 kg) (v)      | Brons    |
| Judo          | Otgontsetseg Galbadrakhyn | extra lichtgewicht (–48 kg) (v) | Brons    |
| Worstelen     | Jekaterina Larionova      | middengewicht (–63 kg) v)       | Brons    |
| Worstelen     | Jelmira Sizdikova         | lichtzwaargewicht (–69 kg) (v)  | Brons    |

* Deze medaille werd in een later stadium alsnog toegewezen.

## Deelnemers en resultaten
(m) = mannen, (v) = vrouwen 

### Atletiek
| Olympiër                                                                | Discipline             | Resultaat | Prestatie                                                   |
| ----------------------------------------------------------------------- | ---------------------- | --------- | ----------------------------------------------------------- |
| Dmitriy Koblov                                                          | 400 m horden (m)       | 33e       | serie 4: 6de in 49,87                                       |
| Mihail Krassilov                                                        | marathon (m)           | 101e      | 2:26.11                                                     |
| Georgiy Sheiko                                                          | 20km snelwandelen (m)  | 34e       | 1:23.31                                                     |
| Roman Valiyev                                                           | hink-stap-springen (m) | NM        | kwalificatie groep A: NM                                    |
| Ivan Ivanov                                                             | kogelstoten (m)        | 33e       | kwalificatie groep A: 17de met 17,38m                       |
| Yevgeniy Labutov                                                        | discuswerpen (m)       | 31e       | kwalificatie groep A: 15de met 55,54m                       |
|                                                                         |                        |           |                                                             |
| Rima Kashafutdinova                                                     | 100m (v)               | 56e       | serie 1: 7de in 11,84                                       |
| Olga Safronova                                                          | 100m (v)               | 36e       | serie 7: 5de in 11,50                                       |
| Viktoriya Zyabkina                                                      | 100m (v)               | 50e       | serie 6: 5de in 11,69                                       |
| Olga Safronova                                                          | 200m (v)               | 41e       | series 9: 4de in 23,29                                      |
| Viktoriya Zyabkina                                                      | 200m (v)               | 45e       | serie 6: 7de in 23,34                                       |
| Anastassiya Kudinova                                                    | 400m (v)               | DSQ       | gediskwalificeerd                                           |
| Elina Mikhina                                                           | 400m (v)               | 50e       | serie 7: 6de in 53,83                                       |
| Margarita Matsko                                                        | 800m (v)               | 31e       | serie 2: 5de in 2.00,97                                     |
| Anastassiya Pilipenko                                                   | 100m horden (v)        | 39e       | serie 3: 8ste in 13,29                                      |
| Aleksandra Romanova                                                     | 400m horden (v)        | 43e       | serie 6: 8ste in 59,36                                      |
| Rima Kashafutdinova Yuliya Rakhmanova Olga Safronova Viktoriya Zyabkina | 4x100 m (v)            | DSQ       | serie 2: DSQ                                                |
| Irina Smolnikova                                                        | marathon (v)           | 122e      | 3:00.31                                                     |
| Gulzhanat Zhanatbek                                                     | marathon (v)           | DNF       | DNF                                                         |
| Polina Repina                                                           | 20km snelwandelen (v)  | DSQ       | DSQ                                                         |
| Diana Aydosova                                                          | 20km snelwandelen (v)  | 62e       | 1:44.49                                                     |
| Irina Ektova                                                            | hink-stap-springen (v) | 33e       | kwalificatie groep A: 16de met 13,33m                       |
| Yekaterina Ektova                                                       | hink-stap-springen (v) | 29e       | kwalificatie groep B: 15de met 13,51m                       |
| Olga Rypakova                                                           | hink-stap-springen (v) | Brons     | kwalificatie groep B: 2de met 14,39m finale: 3de met 14,74m |
| Mariya Telushkina                                                       | discuswerpen (v)       | 32e       | kwalificatie groep A: 16de met 45,33m                       |

### Boksen
| Olympiër             | Discipline | Resultaat | Prestatie |
| -------------------- | ---------- | --------- | --- |
| Birzhan Zhakypov     | –49kg (m)  | 5e        | 1ste ronde: vrij 2de ronde: W van NAM Hamunyela: 3–0 kwartfinale: V van UZB Doesmatov: 0–3                                                                      |
| Olzhas Sattibayev    | –52kg (m)  | 9e        | 1ste ronde: W van PER Cintron: 2–1 2de ronde: V van AZE Mamiszjada: 0–3                                                                                         |
| Kairat Yeraliyev     | –56kg (m)  | 9e        | 1ste ronde: W van AZE Tsjalabijev: 2–1 2de ronde: V van UZB Achmadaliev: 0–3                                                                                    |
| Berik Abdrakhmanov   | –60kg (m)  | 17e       | 1ste ronde: V van USA Balderas Jr.: 0–3 |
| Ablaikhan Zhussupov  | –64kg (m)  | 17e       | 1ste ronde: V van GBR McCormack: 1–2 |
| Danijar Jeleoessinov | –69kg (m)  | Goud      | 1ste ronde: vrij 2de ronde: W van GBR Kelly: 3–0 kwartfinale: W van VEN Maestre: 3–0 halve finale: W van FRA Cissokho: 3–0 finale: W van UZB Gijasov: 3–0       |
| Zhanibek Alimkhanuly | –75kg (m)  | 5e        | 1ste ronde: W van GBR Fowler: 3–0 2de ronde: W van ALG Abbadi: 3–0 kwartfinale: V van AZE Sjachsoevarly: 1–2                                                    |
| Adilbek Niyazymbetov | –81kg (m)  | Zilver    | 1ste ronde: vrij 2de ronde: W van BLR Dauhaliavets: 3–0 kwartfinale: W van UKR Mammadov: 3–0 halve finale: W van GBR Buatsi: 3–0 finale: V van CUB La Cruz: 0–3 |
| Vasiliy Levit        | –91kg (m)  | Zilver    | 1ste ronde: vrij 2de ronde: W van CHN Yu: (tko) kwartfinale: W van MRI St-Pierre: 3–0 halve finale: W van CUB Savon: 3–0 finale: V van RUS Tisjtsjenko: 0–3     |
| Ivan Dychko          | +91kg (m)  | Brons     | 1ste ronde: vrij 2de ronde: W van AZE Madzjidov: 3–0 kwartfinale: W van NGR Ajagba: 3–0 halve finale: V van GBR Joyce: 0–3                                      |
|                      |            |           | |
| Zhaina Shekerbekova  | –51kg (v)  | 5e        | 1ste ronde: vrij 2de ronde: V van FRA Ourahmoune: 0–3 |
| Dariga Shakimova     | –75kg (v)  | Brons     | 1ste ronde: W van CAN Fortin: 2–1 kwartfinale: W van MAR Mardi: 3–0 halve finale: V van USA Shields: 0–3                                                        |

### Boogschieten
| Olympiër          | Discipline      | Resultaat | Prestatie |
| ----------------- | --------------- | --------- | --- |
| Sultan Duzelbayev | individueel (m) | 17e       | plaatsingsronde: 48ste met 648 punten (48e) 1ste ronde: W van CHN Gu: 6–4) 2de ronde: V van ITA Nespoli: 0–6 |
|                   |                 |           | |
| Luiza Saidiyeva   | individueel (v) | 33e       | plaatsingsronde: 36ste met 625 punten 1ste ronde: V van UKR Pavlova: 0–6                                     |

### Gewichtheffen
| Olympiër              | Discipline | Resultaat | Prestatie                                                  |
| --------------------- | ---------- | --------- | ---------------------------------------------------------- |
| Arli Chontei          | –56kg (m)  | 4e        | trekken: 5de met 130kg stoten: 6de met 148kg totaal: 278kg |
| Farkhat Kharki        | –62kg (m)  | Brons     | trekken: 3de met 135kg stoten: 2de met 170kg totaal: 305kg |
| Nijat Rahimov         | –77kg (m)  | Goud      | trekken: 3de met 165kg stoten: 1st met 214kg totaal: 379kg |
| Denis Ulanov          | –85kg (m)  | Brons     | trekken: 3de met 175kg stoten: 3de met 215kg totaal: 390kg |
| Alexandr Zaichikov    | –105kg (m) | Brons     | trekken: 3de met 193kg stoten: 3de met 223kg totaal: 416kg |
|                       |            |           |                                                            |
| Margarita Yelisseyeva | –48kg (v)  | 5e        | trekken: 9de met 80kg stoten: 4de met 106kg totaal: 186kg  |
| Karina Goricheva      | –63kg (v)  | Brons     | trekken: 2de met 111kg stoten: 3de met 132kg totaal: 243kg |
| Zhazira Zhapparkul    | –69kg (v)  | Zilver    | trekken: 2de met 115kg stoten: 2de met 144kg totaal: 259kg |

### Gymnastiek
| Olympiër           | Discipline      | Resultaat | Prestatie |
| Ritmisch           | Ritmisch        | Ritmisch  | Ritmisch |
| ------------------ | --------------- | --------- | --- |
| Sabina Ashirbayeva | individueel (v) | 12e       | kwalificatie: 12de hoepel: 17,183 (15e) bal: 17,283 (16e) knotsen: 17,400 (15e) linten: 17,366 (9e) totaal: 69,232 punten |
| Trampoline         |                 |           | |
| Pirmammad Aliyev   | mannen          | 12e       | kwalificatie: 12de met 105,890 punten                                                                                     |

### Judo
| Olympiër                  | Discipline | Resultaat | Prestatie |
| ------------------------- | ---------- | --------- | --- |
| Yeldos Smetov             | –60kg (m)  | Zilver    | 1ste ronde: vrij 2de ronde: W van LBA Elkawisah: ippon 3de ronde: W van GBR McKenzie: yuko kwartfinale: W van UZB Oerozboe: yuko halve finale: W van AZE Safarov: waza-ari finale: V van RUS Moedranov: waza-ari |
| Zhansay Smagulov          | –66kg (m)  | 17e       | 1ste ronde: W van BEL Lefevere: shido 2de ronde: V van KOR An: ippon |
| Didar Khamza              | –73kg (m)  | 17e       | 1ste ronde: W van GAM Njie: yuko 2de ronde: V van AZE Oroedzjov: shido |
| Maxim Rakov               | –100kg (m) | 9e        | 1ste ronde: vrij 2de ronde: W van EST Minaskin: shido 3de ronde: V van CZE Krpálek: shido |
|                           |            |           | |
| Galbadrakhyn Otgontsetseg | –48kg (v)  | Brons     | 1ste ronde: W van GBS Lima: shido kwartfinale: V van JPN Kondo: ippon herkansingen: W van HUN Csernoviczki: ippon bronzen finale: W van Mestre: ippon                                                            |
| Marian Urdabayeva         | –63kg (v)  | 17e       | 1ste ronde: V van CHN Yang: ippon |

### Kanovaren
| Olympiër                                                                | Discipline     | Resultaat | Prestatie                                                                          |
| Slalom                                                                  | Slalom         | Slalom    | Slalom                                                                             |
| ----------------------------------------------------------------------- | -------------- | --------- | ---------------------------------------------------------------------------------- |
| Yekaterina Smirnova                                                     | K-1 (v)        | 19e       | voorronde: 11de in 119,80                                                          |
| Sprint                                                                  |                |           |                                                                                    |
| Timur Khaidarov                                                         | C-1 200m (m)   | 14e       | serie 3: 4de in 40,492 halve finale 1: 5de in 41,079 finale B: 6de in 40,549       |
| Timur Khaidarov                                                         | C-1 100 m (m)  | 19e       | serie 3: 6de in 5.30,030 halve finale 1: 8ste in 5.33,919                          |
| Alexey Dergoenov                                                        | K-1 200m (m)   | 21e       | serie 1: 8ste in 36,647                                                            |
| Ilya Golendov                                                           | K-1 1000m (m)  | 18e       | serie 2: 7de in 3.37,953                                                           |
| Sergii Tokarnytskyi Andrey Yerguchyov                                   | K-2 200 m (m)  | 12e       | serie 2: 5de in 33,807 halve finale 1: 5de in 35,151 finale B: 4de in 35,427       |
| Yevgeniy Alexeyev Alexey Dergoenov                                      | K-2 1000 m (m) | 11e       | serie 2: 6de in 3.30,433 halve finale 1: 4de in 3.18,858 finale B: 3de in 3.20,827 |
| Ilya Golendov Sergii Tokarnytskyi Alexandr Yemelyanov Andrey Yerguchyov | K-4 1000 m (m) | 10e       | serie 1: 7de in 3.04,883 halve finale 1: 4de in 3.00,592 finale B: 2de in 3.08,715 |
|                                                                         |                |           |                                                                                    |
| Inna Klinova                                                            | K-1 200 m (v)  | 8e        | serie 2: 4de in 41,030 halve finale 3: 3de in 40,381 finale: 8ste in 41,521        |
| Zoya Ananchenko                                                         | K-1 500 m (v)  | 19e       | serie 1: 5de in 1.58,136 halve finale 1: 7de in 2.01,660                           |
| Irina Podoinikova Natalya Sergeyeva                                     | K-2 500 m (v)  | 7e        | serie 2: 3de in 1.45,369 halve finale 2: 3de in 1.43,577 finale: 7de in 1.48,361   |
| Zoya Ananchenko Inna Klinova Irina Podoinikova Natalya Sergeyeva        | K-4 500 m (v)  | 10e       | serie 1: 4de in 1.36,127 halve finale 1: 5de in 1.37,423 finale B: 2de in 1.39,419 |

### Moderne vijfkamp
| Olympiër         | Discipline | Resultaat | Prestatie |
| ---------------- | ---------- | --------- | --- |
| Pavel Ilyashenko | mannen     | 35e       | zwemmen: 2:06.19 (27e, 322 punten) schermen: 18 W, 17 V (21e, 208 punten) paardrijden: uitgeschakeld (33e, 0 punten) gecombineerd: 11:29.79 (17e, 611 punten) totaal: 1141 punten |
|                  |            |           | |
| Yelena Potapenko | vrouwen    | 10e       | zwemmen: 2:11.52 (5e, 306 punten) schermen: 17 W, 18 V (20e, 202 punten) paardrijden: 7 strafpunten (7e, 293 punten) gecombineerd: 13:07.48 (22e, 513 punten) totaal: 1314 punten |

### Roeien
| Olympiër             | Discipline | Resultaat | Prestatie |
| -------------------- | ---------- | --------- | --- |
| Vladislav Yakovlev   | skiff (m)  | 31e       | serie 6: 5de in 7.38,65 herkansingen 5de in 12.04,17 halve finale E/F: 4de in 11.45,22 finale F: 1ste in 7.21,61 |
|                      |            |           | |
| Svetlana Germanovich | skiff (v)  | 26e       | serie 4: 5de in 9.34,15 herkansingen: 3de in 8.00,42 halve finale E/F: 1ste in 8.29,18 finale E: 2de in 8.38,25  |

### Schermen
| Olympiër       | Discipline | Resultaat | Prestatie                          |
| -------------- | ---------- | --------- | ---------------------------------- |
| Ilya Mokretcov | sabel (m)  | 17e       | 1ste ronde: V van USA Homer: 11–15 |

### Schietsport
| Olympiër            | Discipline             | Resultaat | Prestatie                                                                  |
| ------------------- | ---------------------- | --------- | -------------------------------------------------------------------------- |
| Yuriy Yurkov        | 10m luchtgeweer (m)    | 44e       | kwalificatie: 44ste met 615,3 punten (101,3-102,4-104,1-101,6-102,9-103,0) |
| Yuriy Yurkov        | 50m drie houdingen (m) | 29e       | kwalificatie: 29ste met 1167 punten (390-390-387)                          |
| Yuriy Yurkov        | 50m liggend (m)        | 25e       | kwalificatie: 25ste met 621,4 punten (104,6-104,7-102,7-102,8-104,4-104,2) |
| Vladimir Issachenko | 50m pistool (m)        | 36e       | kwalificatie: 36ste met 536 punten (88-87-92-88-93-88)                     |
| Rashid Yunusmetov   | 50m pistool (m)        | 13e       | kwalificatie: 13de met 553 punten (92-94-91-93-91-92)                      |
| Vladimir Issachenko | 10m luchtpistool (m)   | 23e       | kwalificatie: 23ste met 579 punten (94-97-96-98-95-95)                     |
| Rashid Yunusmetov   | 10m luchtpistool (m)   | 40e       | kwalificatie: 40ste met 567 punten (96-96-93-94-95-93)                     |
|                     |                        |           |                                                                            |
| Yelizaveta Korol    | 10m luchtgeweer (v)    | 37e       | kwalificatie: 37ste met 410,6 punten (100,3-103,9-103,4-103,0)             |
| Yelizaveta Korol    | 50m drie houdingen (v) | 26e       | kwalificatie: 26ste met 575 punten (193-198-184)                           |
| Mariya Dmitriyenko  | trap (v)               | 8e        | kwalificatie: 8ste met 66 punten (24-20-22)                                |

### Synchroonzwemmen
| Olympiër                           | Discipline | Resultaat | Prestatie                                                                                           |
| ---------------------------------- | ---------- | --------- | --------------------------------------------------------------------------------------------------- |
| Alexandra Nemich Yekaterina Nemich | duet       | 15e       | technische routine: 81,4686 punten (15e) vrije routine: 81,400 punten (15e) totaal: 162,8686 punten |

### Taekwondo
| Olympiër           | Discipline | Resultaat | Prestatie                                                           |
| ------------------ | ---------- | --------- | ------------------------------------------------------------------- |
| Ruslan Zhaparov V  | +80kg (m)  | 7e        | voorronde: V van AZE ISayev: 2–11 herkansingen: V van KOR Cha: 8–15 |
|                    |            |           |                                                                     |
| Ainur Yesbergenova | –49kg (v)  | 11e       | 1ste ronde: V van CRO Zaninović: 7–18                               |
| Cansel Deniz       | –67kg (v)  | 11e       | 1ste ronde: V van TPE Chuang: 2–16PG                                |

### Tafeltennis
| Olympiër            | Discipline    | Resultaat | Prestatie                                                                            |
| ------------------- | ------------- | --------- | ------------------------------------------------------------------------------------ |
| Kirill Gerassimenko | enkelspel (m) | 48e       | voorronde: vrij 1ste ronde: V van HUN Pattantyús: 1–4 (9-11, 9-11, 11-7, 7-11, 9-11) |

### Tennis
| Olympiër                              | Discipline     | Resultaat | Prestatie                                           |
| ------------------------------------- | -------------- | --------- | --------------------------------------------------- |
| Jaroslava Sjvedova                    | enkelspel (v)  | 33e       | 1ste ronde: V van JPN Doi: 3–6, 4–6                 |
| Jaroslava Sjvedova Galina Voskobojeva | dubbelspel (v) | 17e       | 1ste ronde: V van BEL Flipkens/Wickmayer: 1–6, 0–1r |

### Wielersport
| Olympiër             | Discipline       | Resultaat | Prestatie |
| Baan                 | Baan             | Baan      | Baan |
| -------------------- | ---------------- | --------- | --- |
| Artjom Zacharov      | omnium (m)       | 10e       | scratch race: 12e, 22 punten achtervolging: 4.32,503 (15e, 12 punten) afvalkoers: 5e, 32 punten tijdrit: 1.03,941 (10e, 22 punten) vliegende ronde: 13,446 (13e, 16 punten) puntenkoers: 7 punten (8e) totaal: 111 punten |
| Weg                  |                  |           | |
| Andrej Zejts         | tijdrit (m)      | 24e       | 1:18.47,63 |
| Bachtijar Kozjatajev | wegwedstrijd (m) | 61e       | 6:30.05 |
| Andrej Zejts         | wegwedstrijd (m) | 8e        | 6:10.30 |

### Worstelen
| Olympiër             | Discipline  | Resultaat   | Prestatie |
| Vrije stijl          | Vrije stijl | Vrije stijl | Vrije stijl |
| -------------------- | ----------- | ----------- | --- |
| Noerislam Sanajev    | –57kg (m)   | 12e         | kwalificatie: vrij 1ste ronde: V van GEO Chintsjegasjvili: 3–4 herkansingen: V van AZE Alijev: 8–10                                                                                       |
| Galymzhan Usserbayev | –74kg (m)   | 5e          | kwalificatie: W van MDA Nedealco: 13–2 1ste ronde: W van CUB Lopez: 8–7 kwartfinale: W van JPN Takatani: 4–3 halve finale: V van IRI Yazdani: 0–4 bronzen finale: V van TUR Demirtas: 0–6 |
| Aslan Kakhidze       | –86kg (m)   | 12e         | voorronde: V van BLR Mahamedov: 7–11 |
| Mamed Ibragimov      | –97kg (m)   | 8e          | voorronde: vrij 1ste ronde: W van VEN Diaz: 11–2 kwartfinale: V van GEO Odikadze: 1–6 |
| Daulet Shabanbay     | –125kg (m)  | 17e         | voorronde: vrij 1ste ronde: V van BLR Saidov: 0–7 |
|                      |             |             | |
| Zhuldyz Eshimova     | –48kg (v)   | 5e          | kwalificatie: vrij 1ste ronde: V van JPN Tosaka: 0–6 herkansingen: W van USA Auguello: 3–2 bronzen finale: V van CHN Sun: 0–10                                                            |
| Yekaterina Larionova | –63kg (v)   | Brons       | kwalificatie: vrij 1ste ronde: V van BLR Mamasjoek: 2–8 herkansingen: W van SWE Johansson: 4–1 bronzen finale: W van USA Pirozjkova: 4–3                                                  |
| Elmira Syzdykova     | –69kg (v)   | Brons       | kwalificatie: vrij 1ste ronde: V van RUS Vorobeva: 1–4 herkansingen: W van MGL Otsjirbat: 3–2 bronzen finale: W van EGY Mostafa: 7–4                                                      |
| Guzel Manyurova      | –75kg (v)   | Zilver      | kwalificatie: vrij 1ste ronde: W van HUN Németh: 12–2 kwartfinale: W van CMR Ali: 8–6 halve finale: W van RUS Boekina: 5–0 finale: V van CAN Wiebe: 0–6                                   |
| Grieks-Romeins       |             |             | |
| Almat Kebispayev     | –59kg (m)   | 7e          | kwalificatie: W van RUS Labazanov: 4–0 1ste ronde: V van JPN Ota: 0–6 herkansingen: W van IRI Soryan: 6–7 herkansingen 2: V van NOR Berge: 0–2                                            |
| Doszhan Kartikov     | –75kg (m)   | 10e         | kwalificatie: W van GEO Datoenasjvili: 2–0 1ste ronde: V van AZE Moersalijev: 1–3 |
| Nurmakhan Tinaliyev  | –130kg (m)  | 14e         | kwalificatie: vrij 1ste ronde: V van GER Popp: 1–3 |

### Zwemmen
| Olympiër           | Discipline          | Resultaat | Prestatie                                                                         |
| ------------------ | ------------------- | --------- | --------------------------------------------------------------------------------- |
| Dmitriy Balandin   | 100m schoolslag (m) | 8e        | serie 4: 4de in 59,47 halve finale 2: 5de in 59,45 finale: 8ste in 59,85          |
| Dmitriy Balandin   | 200m schoolslag (m) | Goud      | serie 4: 3de in 2.09,00 halve finale 1: 4de in 2.08,20 finale: 1ste in 2.07,46 NR |
| Vitaliy Khudyakov  | 10km open water (m) | DSQ       | DSQ                                                                               |
|                    |                     |           |                                                                                   |
| Yekaterina Rudenko | 100m rugslag (v)    | 20e       | serie 5: 6de in 1.01,28                                                           |

Afghanistan · Albanië · Algerije · Amerikaanse Maagdeneilanden · Amerikaans-Samoa · Andorra · Angola · Antigua en Barbuda · Argentinië · Armenië · Aruba · Australië · Azerbeidzjan · Bahama's · Bahrein · Bangladesh · Barbados · België · Belize · Benin · Bermuda · Bhutan · Bolivia · Bosnië en Herzegovina · Botswana · Brazilië · Britse Maagdeneilanden · Brunei · Bulgarije · Burkina Faso · Burundi · Cambodja · Canada · Centraal-Afrikaanse Republiek · Chili · China · Chinees Taipei · Colombia · Comoren · Congo-Brazzaville · Congo-Kinshasa · Cookeilanden · Costa Rica · Cuba · Cyprus · Denemarken · Djibouti · Dominica · Dominicaanse Republiek · Duitsland · Ecuador · Egypte · El Salvador · Equatoriaal-Guinea · Eritrea · Estland · Ethiopië · Fiji · Filipijnen · Finland · Frankrijk · Gabon · Gambia · Georgië · Ghana · Grenada · Griekenland · Groot-Brittannië · Guam · Guatemala · Guinee · Guinee‑Bissau · Guyana · Haïti · Honduras · Hongarije · Hongkong · Ierland · IJsland · India · Indonesië · Irak · Iran · Israël · Italië · Ivoorkust · Jamaica · Japan · Jemen · Jordanië · Kaaimaneilanden · Kaapverdië · Kameroen · Kazachstan · Kenia · Kirgizië · Kiribati · Kosovo · Kroatië · Laos · Lesotho · Letland · Libanon · Liberia · Libië · Liechtenstein · Litouwen · Luxemburg · Macedonië · Madagaskar · Malawi · Malediven · Maleisië · Mali · Malta · Marshalleilanden · Marokko · Mauritanië · Mauritius · Mexico · Micronesië · Moldavië · Monaco · Mongolië · Montenegro · Mozambique · Myanmar · Namibië · Nauru · Nederland · Nepal · Nicaragua · Nieuw-Zeeland · Niger · Nigeria · Noord-Korea · Noorwegen · Oeganda · Oekraïne · Oezbekistan · Oman · Oostenrijk · Oost-Timor · Pakistan · Palau · Palestina · Panama · Papoea-Nieuw-Guinea · Paraguay · Peru · Polen · Portugal · Puerto Rico · Qatar · Roemenië · Rusland · Rwanda · Saint Kitts en Nevis · Saint Lucia · Saint Vincent en Grenadines · Salomonseilanden · Samoa · San Marino · Sao Tomé en Principe · Saoedi-Arabië · Senegal · Servië · Seychellen · Sierra Leone · Singapore · Slovenië · Slowakije · Soedan · Somalië · Spanje · Sri Lanka · Suriname · Swaziland · Syrië · Tadzjikistan · Tanzania · Thailand · Togo · Tonga · Trinidad en Tobago · Tsjaad · Tsjechië · Tunesië · Turkije · Turkmenistan · Tuvalu · Uruguay · Vanuatu · Venezuela · Verenigde Arabische Emiraten · Verenigde Staten · Vietnam · Wit-Rusland · Zambia · Zimbabwe · Zuid-Afrika · Zuid-Korea · Zuid-Soedan · Zweden · Zwitserland
Individuele Olympische Atleten · Olympisch vluchtelingenteam